# Mont Olympia
Mont Olympia är en kulle i Kanada.   Den ligger i provinsen Québec, i den sydöstra delen av landet, 130 km öster om huvudstaden Ottawa. Toppen på Mont Olympia är 444 meter över havet, eller 146 meter över den omgivande terrängen. Bredden vid basen är 6,5 km.
Terrängen runt Mont Olympia är kuperad västerut, men österut är den platt. Närmaste större samhälle är Saint-Jérôme, 17,2 km sydost om Mont Olympia. 
I omgivningarna runt Mont Olympia växer i huvudsak blandskog. Runt Mont Olympia är det ganska tätbefolkat, med 248 invånare per kvadratkilometer.